# Caracas, las dos caras de la vida
Caracas, las Dos Caras de la Vida es una película venezolana del año 2012 y que es producida, escrita, dirigida y actuada por Jackson Gutiérrez. Fue ganadora de dos premios en el Festival de Cine Venezolano 2012.

## Reparto
- Aldrin Sterling
- Jackson Gutiérrez
- Robert García
- Reimer Romero
- Cristian Beltran
- Macsioly Zapata
- Cristina Castillo
- Jencarlos Manzaneda
- Indra Santamaria
- Daniel Geison
- Daniela Alvarado
- Gustavo Camacho
- Jeinner Jaimes (Patas)

## Premios
| Premio                           | Categoría                  | Resultado | Nominado                          | Fuente |
| -------------------------------- | -------------------------- | --------- | --------------------------------- | ------ |
| Festival de Cine Venezolano 2012 | Mejor Actor de Reparto     | Ganador   | Jackson Gutiérrez                 | [ 2 ]  |
| Festival de Cine Venezolano 2012 | Premio Especial del Jurado | Ganador   | Caracas, las Dos Caras de la Vida | [ 2 ]  |